# Pirkko Stenros
Pirkko Kaarina Stenros, född Vaara 1 december 1928 i Hollola, död 
21 november 2024 i Helsingfors, var en finländsk inredningsarkitekt och formgivare. Hon var gift med arkitekten Helmer Stenros.
Stenros utbildade sig vid Konstindustriella läroverket i Helsingfors 1948–1951, varpå hon fram till 1960 var verksam vid Arteks ritkontor. Hon grundade ett eget företag, Design Pirkko Stenros, 1988. 1964 och 1978–1980 undervisade hon vid Konstindustriella högskolan.
Stenros har inrett både offentliga och privata rum, däribland Kuopio stadsteater (1963), Ålands självstyrelsegård (1978) och Ålands museum (1980). Hon har även planerat kyrkorestaureringar (Lojo 1967 och 1987, Helsinge 1975 med mera) samt formgivit möbler och smycken. Till hennes specialiteter hör serier av modulmöbler, som hon började forma redan på 1950-talet och därefter fortsatt att utveckla.
Hon tilldelades professors namn 1989 och Kaj Franck-priset 1993.